# Birgit Zotz
Birgit Zotz (Waidhofen an der Thaya, 7 agosto 1979) è un'antropologa e scrittrice austriaca specializzata nello studio del Buddhismo tibetano.
È sposata con il filosofo Volker Zotz.

## Opere (elenco incompleto)
- Das Image des Waldviertels als Urlaubsregion. Vienna University of Economics and Business 2006
- Das Image Tibets als Reiseziel im Spiegel deutschsprachiger Medien. Linz: Kepler University 2008
- Das Waldviertel - Zwischen Mystik und Klarheit. Das Image einer Region als Reiseziel. Berlin: Köster 2010, ISBN 978-3-89574-734-2
- Destination Tibet. Touristisches Image zwischen Politik und Klischee. Hamburg: Kovac 2010, ISBN 978-3-8300-4948-7
- Zur europäischen Wahrnehmung von Besessenheitsphänomenen und Orakelwesen in Tibet Vienna University 2010 .